# THE LIGHTNING CELEBRATION
『THE LIGHTNING CELEBRATION』（ザライトニングセレブレーション）は、StylipSの1stベストアルバム。2013年4月24日にLantisから発売された。

## 概要
『StylipS Anniversary Disc Step One!!』以来3ケ月ぶりとなるStylipSの2作目のアルバム。シングル「STUDY×STUDY」「MIRACLE RUSH」「Choose me♡ダーリン」に加え、能登有沙（from StylipS）名義で発表された楽曲を含む全13曲収録。また、本CDの発売を以て、石原夏織と小倉唯が同グループを卒業するため、これが結成時の初期メンバーでの最後の作品となった。

## 販売形態
初回限定盤Aには、メンバーそれぞれのソロミックスやデュエットミックスを全14曲収録したボーナスCDと、これまでの全ミュージック・ビデオをHD収録したBlu-ray Discを同梱。初回限定盤BはBDと同じ内容を収録したDVDとなっている。さらに特典映像としてこれまで放送されたTVCMと、振り付けを解説した「LESSON STYLE」を収録している。ジャケットは全て撮りおろし。通常盤はCDのみ。
- 初回限定盤A：CD+Blu-ray+ボーナスCD（LACA-35294（同梱BD：LAPD-1217/同梱CD：LAPC-1063））
- 初回限定盤B：CD+DVD（LACA-35295（同梱DVD：LAPD-1218））
- 通常盤：CD（LACA-15295）

## 収録曲

### CD
1. THE LIGHTNING CELEBRATION（inst.） [1:17]
作曲・編曲：高田暁
2. STUDY×STUDY [3:54]
作詞：こだまさおり、作曲・編曲：高田暁
テレビアニメ『ハイスクールD×D』エンディングテーマ
テレビ東京『アニソンぷらす』2012年1月度エンディングテーマ
3. ベイビィKISS☆ [3:45]
作詞：こだまさおり、作曲・編曲：若林充
4. セーシュンプラン! [4:02]
作詞：松井洋平、作曲・編曲：高田暁
5. Blue Moon Dream feat.能登有沙 [4:32]
作詞：松井洋平、作曲・編曲：白戸佑輔
劇場アニメ『AURA 〜魔竜院光牙最後の闘い〜』イメージソング
6. Fragile Crazy（Romance edit.） [4:55]
作詞：こだまさおり、作曲・編曲：高田暁
7. Honey Groove [3:45]
作詞：こだまさおり、作曲・編曲：高田暁
8. TSU・BA・SA [3:44]
作詞：こだまさおり、作曲・編曲：山口朗彦
テレビアニメ『咲-Saki-阿知賀編 episode of side-A』スペシャルエピソードオープニングテーマ
9. MIRACLE RUSH [4:06]
作詞：こだまさおり、作曲・編曲：山口朗彦
テレビアニメ『咲-Saki-阿知賀編 episode of side-A』オープニングテーマ
10. 初恋EVOLUTION [4:41]
作詞：こだまさおり、作曲・編曲：高田暁
テレビアニメ『この中に1人、妹がいる!』挿入歌
11. Choose me♡ダーリン [4:08]
作詞：こだまさおり、作曲・編曲：高田暁
テレビアニメ『この中に1人、妹がいる!』オープニングテーマ
12. わがままバディー feat.能登有沙 [4:58]
作詞：深青結希、作曲・編曲：若林充
ゲーム『My sweet ウマドンナ2 〜ウマすぐ Kiss Me〜』エンディングテーマ
13. Brand-new Style!! 〜魔法みたいなShow time〜 [4:01]
作詞：島田カイエ、作曲・編曲：森慎太郎
テレビアニメ『この中に1人、妹がいる!』挿入歌

### BONUS CD
1. STUDY×STUDY feat.小倉唯（Lesson3 in Wonderland） [4:13]
作詞：こだまさおり、作曲・編曲：高田暁
2. 初恋EVOLUTION feat.松永真穂 [4:42]
作詞：こだまさおり、作曲・編曲：高田暁
3. TSU・BA・SA feat.石原夏織 [3:46]
作詞：こだまさおり、作曲・編曲：山口朗彦
4. MIRACLE RUSH feat.能登有沙 [4:08]
作詞：こだまさおり、作曲・編曲：山口朗彦
5. Honey Groove feat.松永真穂（Shy & Chic Rock） [4:22]
作詞：こだまさおり、作曲：高田暁、編曲：R・O・N
6. Choose me♡ダーリン feat.小倉唯&石原夏織 [4:06]
作詞：こだまさおり、作曲・編曲：高田暁
7. ベイビィKISS☆ feat.能登有沙 [3:44]
作詞：こだまさおり、作曲・編曲：若林充
8. Brand-new Style!! 〜魔法みたいなShow time〜 feat.石原夏織 [4:02]
作詞：島田カイエ、作曲・編曲：森慎太郎
9. MIRACLE RUSH feat.石原夏織 [4:07]
作詞：こだまさおり、作曲・編曲：山口朗彦
10. Fragile Crazy feat.小倉唯 [4:25]
作詞：こだまさおり、作曲・編曲：高田暁
11. Brand-new Style!! 〜魔法みたいなShow time〜 feat.松永真穂（HAPPY DIVER） [4:03]
作詞：島田カイエ、作曲：森慎太郎、編曲：河田貴央
12. Choose me♡ダーリン feat.能登有沙&松永真穂（Under the mirrorball） [4:39]
作詞：こだまさおり、作曲：高田暁、編曲：若林充
13. ベイビィKISS☆ feat.小倉唯 [3:44]
作詞：こだまさおり、作曲・編曲：若林充
14. TSU・BA・SA feat.能登有沙 [3:47]
作詞：こだまさおり、作曲・編曲：山口朗彦

### Blu-ray Disc・DVD
1. STUDY×STUDY（MUSIC VIDEOS）
2. MIRACLE RUSH（MUSIC VIDEOS）
3. Choose me♡ダーリン（MUSIC VIDEOS）
4. STUDY×STUDY（DANCE STYLE） (MUSIC VIDEOS)
5. MIRACLE RUSH（DANCE STYLE）（MUSIC VIDEOS）
6. Choose me♡ダーリン（DANCE STYLE）（MUSIC VIDEOS）
7. STUDY×STUDY篇（LESSON STYLE）
8. MIRACLE RUSH篇（LESSON STYLE）
9. Choose me♡ダーリン篇（LESSON STYLE）
10. STUDY×STUDY メイキング映像（MAKING STYLE）
11. MIRACLE RUSH メイキング映像（MAKING STYLE）
12. Choose me♡ダーリン メイキング映像（MAKING STYLE）
13. STUDY×STUDY（CM STYLE）
14. MIRACLE RUSH（CM STYLE）
15. Choose me♡ダーリン（Full Member）（CM STYLE）
16. Choose me♡ダーリン（KAORI'S STYLE）（CM STYLE）
17. Choose me♡ダーリン（ARISA'S STYLE）（CM STYLE）
18. Choose me♡ダーリン（YUI'S STYLE）（CM STYLE）
19. Choose me♡ダーリン（MAHO'S STYLE）（CM STYLE）
20. ダルマ落としBattle!!（完全版 from MV "MIRACLE RUSH"）（(Special Features）